# Giulio Einaudi Editore

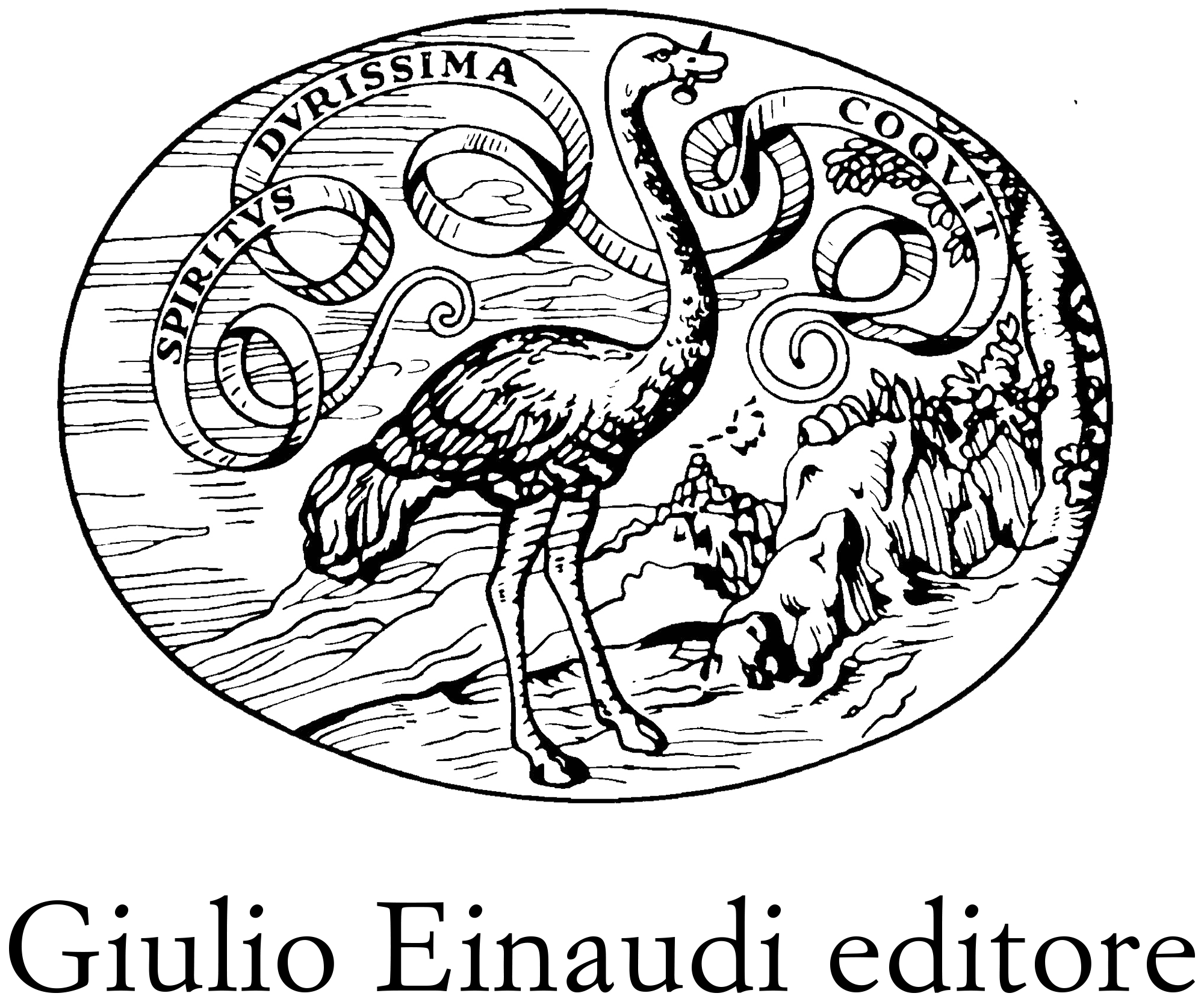
Emblema de la editorial.

Giulio Einaudi Editore es una de las más influyentes editoriales italianas.

## Historia
Fue fundada en Turín el 15 de noviembre de 1933 por Giulio Einaudi a los veintiún años de edad. Pronto, la editorial estuvo en la mira del fascismo, por lo que en 1935 Giulio Einaudi fue arrestado y luego enviado a exilio.
Publicó en los años de las posguerra libros como las Cartas desde la cárcel (Lettere dal carcere), de Antonio Gramsci, y tuvo como colaboradores a Cesare Pavese, Elio Vittorini, Italo Calvino y Leone Ginzburg. Luego de un periodo de crisis en los años setenta y ochenta, se creó en los noventa el proyecto Einaudi-Gallimard (en colaboración con la editorial francesa Gallimard, que introdujo en Italia la Bibliothèque de la Pléiade). En 1994 pasó a manos del grupo Mondadori, del cual forma parte.